# De motu cordis et aneurysmatibus
De motu cordis et aneurysmatibus è un saggio di fisiologia di Giovanni Maria Lancisi, pubblicato postumo a Roma nel 1724.

## Descrizione
L'opera principale di Giovanni Maria Lancisi, la cui redazione è iniziata intorno al 1700, è pubblicata postuma nel 1728 dall'Assalti a Roma, e poi dopo poco tempo anche a Napoli, Venezia e Lione. Una seconda edizione risale al 1745.
Con quest'opera Lancisi contribuì allo sviluppo della fisiopatologia cardiocircolatoria, distinguendo l'ipertrofia dalla dilatazione del cuore e studiando l'origine degli aneurismi.
In quest'opera, Lancisi espone la sua esperienza di fisiologo innovatore del suo tempo. Accanto a diverse asserzioni rivelatesi poi errate, il Lancisi espone dei concetti confermati nella loro validità: forse il più famoso di questi è il Segno di Lancisi.

## Accoglienza dell'opera
Il medico Giovanni Battista Morgagni elogiò il valore dell'opera.

## Galleria d'immagini

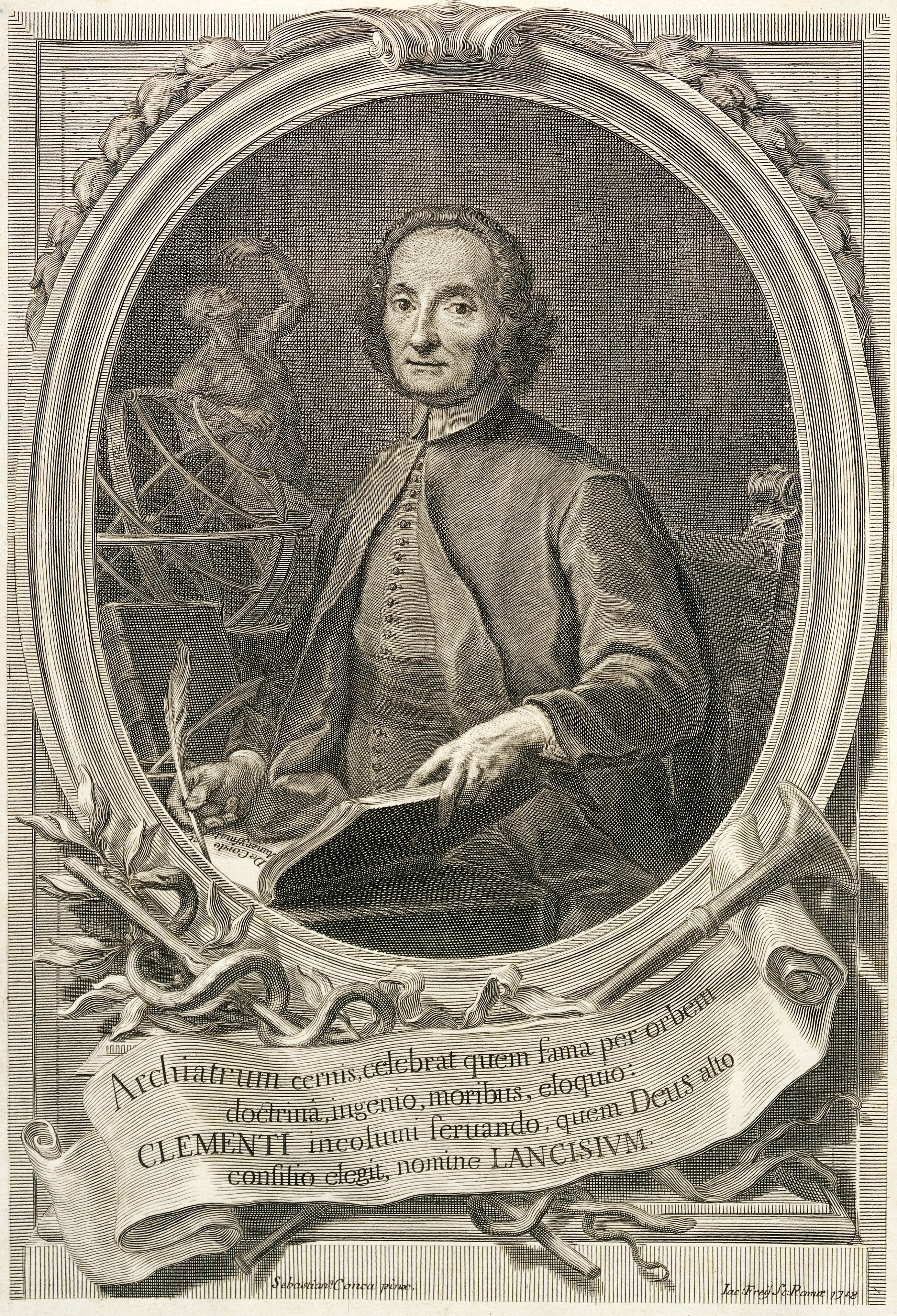
Immagine di presentazione.
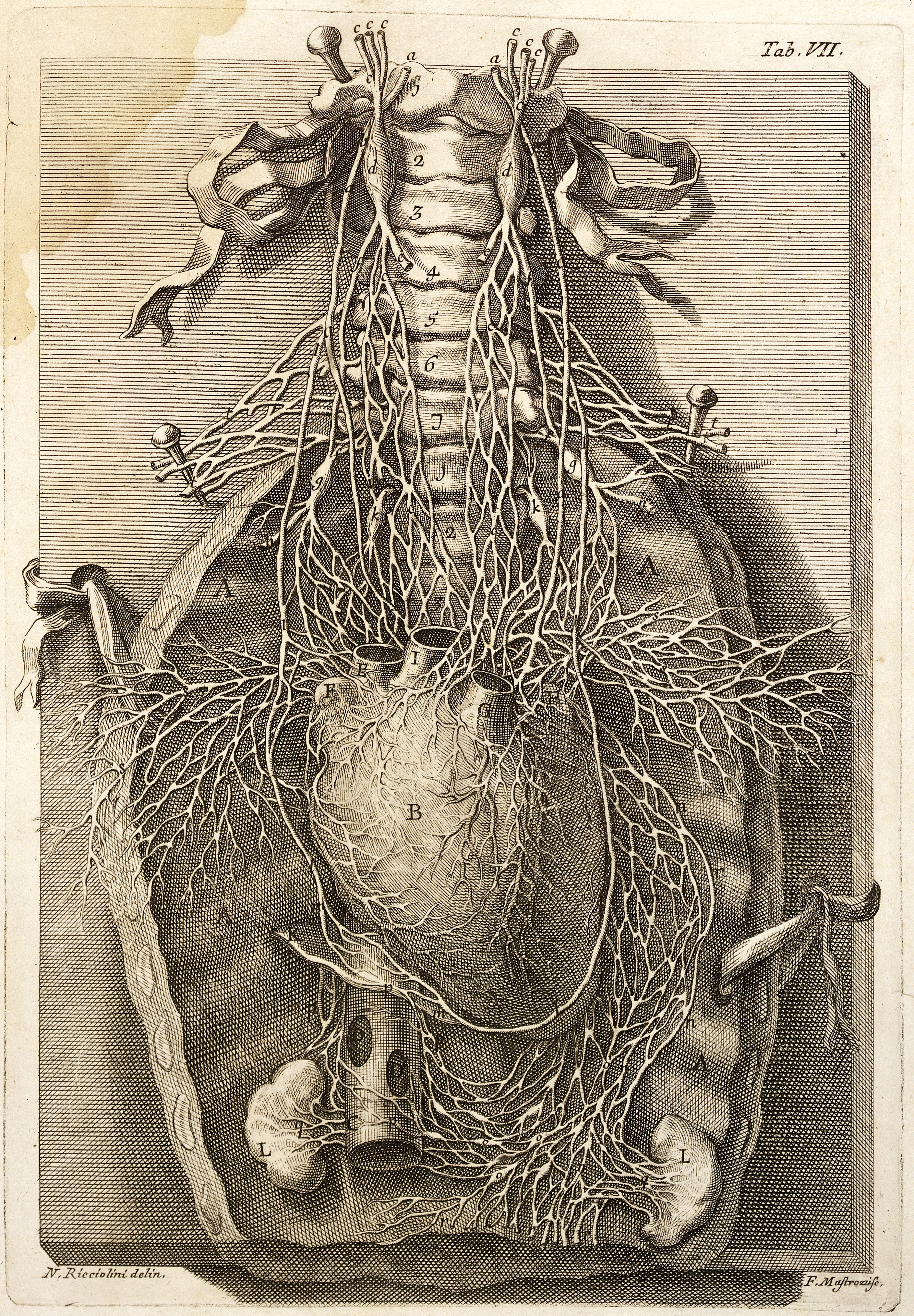
Nervi intorno al cuore.